# ماري إليزابيث باربر
ماري إليزابيث باربر (بالإنجليزية: Mary Elizabeth Barber)‏ (5 يناير 1818- 4 سبتمبر 1899) عالمة بريطانية المولد من القرن التاسع عشر. أصبحت رائدة في مجال علوم النبات والطيور والحشرات دون أن تتلقى تعليمًا رسميًا. وكانت كذلك شاعرة ورسامة رائعة، وقدمت إلى العلم إسهامات كثيرة نشرتها العديد من الجمعيات العلمية مثل الجمعية الملكية لعلم الحشرات في لندن والحدائق النباتية الملكية في كيو وجمعية لينين في لندن.

## حياتها المبكرة
ولدت ماري إليزابيث بوكر في ساوث نيوتن، ويلتشير، في 5 يناير 1818. كانت التاسعة بين 11 طفلًا والابنة الأولى لوالديها مايلز وآنا ماريا بوكر من جيتسهيد، نورثمبرلاند. كان والدها مزارع أغنام ثري إلى حد ما، وامتلك مشروعًا خاصًا به في تصنيع الصوف.  في عام 1820، انتقل وعائلته إلى مستعمرة كيب بجنوب إفريقيا إلى جانب مستوطنين بريطانيين رغبوا بالاستفادة من عرض حكومة إفريقيا الجنوبية، والتي منحت 100 فدان من الأراضي لكل رجل فوق سن الثامنة عشر. حصلت عائلة بوكر على أرض في ألباني، بالقرب من جراهامز تاون. حيث أنشأ بوكر مدرسة لأطفاله وأطفال العمال، وكان مهتمًا بدراسة التاريخ الطبيعي، فأثرت تلك الاهتمامات بصورة واضحة على الدروس التي تلقاها الأطفال.
تشاركت ماري وجميع إخوتها حبهم للتاريخ الطبيعي، لكن التأثير الأكبر على حياتها يعزى إلى كتاب «أجناس نباتات جنوب إفريقيا، مرتبة وفقًا للنظام الطبيعي» لعالم النباتات الإيرلندي ويليام هنري هارفي. إذ كانت مفتونة بالفصول المتعلقة ببنية النبات و نظام تصنيف لينين، واستجابت لطلب المؤلف بالحصول على عينات كي يبدأ بتوثيق الحياة النباتية لنبات الكيب. كانت مراسلاتها مستمرة مع هارفي في وقت لم يكن انخراط المرأة في مناقشة علمية أمرًا مقبولًا على العلن. لكنها لم تكشف في البداية عن حقيقة كونها امرأة. فاستمتعت بالحرية غير المسبوقة في هذا الصدد، ويعود السبب في ذلك جزئيًا إلى خروجها من الثقافة الفكتورية المقيدة نسبيًا في موطنها الأصلي، فضلًا عن تشجيع والدها ومُثُل ما قبل العصر الفيكتوري (الجورجي) غير المتشددة التي حملها من حقبة استمتعت بها النساء بصوت أكثر حرية. أصبحت من مزودي هارفي الرئيسيين للنباتات في جنوب أفريقيا وساعدته أيضًا بتسمية وتصنيف العديد من الأنواع. على مدى 30 عامًا من المراسلات، أرسلت لهارفي ما يقارب ألف نوع من النباتات مرفقة بملاحظات على كل نوع. وكان لديها كذلك مراسلات مع عالم النباتات البريطاني جوزيف دالتون هوكر.
في عام 1842، تزوجت من فريدريك ويليام، محلل كيميائي ومالك مزرعة في جنوب إفريقيا أنجبا ولدان وفتاة. كانت باربر جدة النحات، إيفان ميتفورد باربيرتون.

## مساهماتها في العلوم

### علم النبات
قدمت باربر مساهمات علمية كثيرة في علم النبات من خلال مجموعاتها وملاحظاتها العلمية عن نباتات وحيوانات جنوب إفريقيا. نتيجة لذلك، سُميت العديد من النباتات تيمنًا بها. أرسلت وأخوها الأصغر، عالم الطبيعة جيمس هنري بوكر، أنواعًا مجهولة سابقًا من النباتات إلى المعشبة في كلية ترينتي، دبلن، والحدائق النباتية الملكية في كيو.
اكتشفت باربر نبات ألويدندرون باربري عندما كانت تجمع النباتات في جنوب أفريقيا. وأرسلت عينات من النبات وزهورها إلى الحدائق النباتية الملكية في كيو، وفي العام 1874 أطلق وليام تيرنر ثسلتون (1843-1928) على النبات هذا الاسم تيمنًا بها.
وتيمنًا بها أيضًا، سمى وليام هنري هارفي جنس باربريتا من عائلة هيمودوريسياي بالإضافة إلى نوع واحد معروف وهو بربريت أووريا المستوطن في جنوب إفريقيا نسبة إلى ماري باربر في عام 1868. وجددت ذكرى العائلة بتسمية جنس بوكيريا المعروف باسم «زهرة القشرة» التي تعيش في جنوب إفريقيا.

### علم الحشرات
نمى اهتمام باربر بعلم الحشرات بينما كان زوجها يشارك في حرب العصابات المستمرة بين المستوطنين والأفارقة الأصليين. بدأت بتوثيق العث والفراشات الإفريقية بمساعدة أخيها جيمس هنري بوكر، وتواصلت مع عالم الحشرات رولاند تريمين (1840- 1916) في 1863 لتشاركه اكتشافاتها. يُقال أن ملاحظاتها ساهمت في كتابات تشارلز داروين حول دور العث في تلقيح زهرة السحلبية. قُدمت باربر لتشارلز داروين عن طريق البريطاني رولاند تريمين، زميل وعالم حشرات في جنوب إفريقيا في عام 1863. تبادلت باربر الرسائل والملاحظات مع داروين وغيره من علماء الطبيعة في شبكته العلمية. رسالة:5745 وكتب تريمين عن تأثيرها على أعمال داروين بشكل غير مباشر. في عام 1865، أعلنت ماري أنها ستكتب إلى داروين عن «الجراد وطيور الجراد»، لكن لا يوجد سجل لذلك، على الرغم من أن داروين وثق مراسلاته بصورة دقيقة. في رسائل أخرى، ظهرت باربر متفقة مع نظرية داروين في الانتخاب الطبيعي، مستشهدة بهيمنة المستوطنين الأوروبيين في مقاطعة كيب كدليل على ذلك.

### المجتمعات العلمية
في النهاية، كوفئت مساهمات باربر في العلوم في عام 1878 بدعوتها للانضمام إلى عضوية الجمعية الفلسفية لجنوب إفريقيا، والذي كان شرفًا فريدًا في ذلك الوقت. لم ترحب جمعية لينين في لندن بالنساء كأعضاء حتى عام 1905. ما يظهر الطبيعة التقدمية لمجتمع جنوب أفريقيا وتأثيره عليها آنذاك، ويلخص الرد التالي موقف المجتمع:
«ليس لدي اعتراض... ولا أرى سببًا يمنع أي مجتمع علمي من ضم سيدة إلى أعضائها إن حافظت على هدوئها... لا أوافق بأي حال من الأحوال على أن تتقدم السيدات علنًا وتقتحمن أماكن الرجال بالوعظ وإلقاء الخطب وما إلى ذلك، لكني لا أرى لماذا لا يجب أن تنتمي النساء إلى أي مجتمع مؤهلات له، والتمتع بالامتيازات بشكل هادئ أيضًا.»
انضمت باربر إلى الجمعية الفلسفية لجنوب إفريقيا في 26 يونيو عام 1878. نُشر بحثها في وقت لاحق من ذلك العام وتحدثت فيه عن الألوان الفريدة للحيوانات وعلاقتها بسلوكها. كُتب البحث ردًا على مقال كتبه ألفريد راسل والاس ناقش فيه نظرية داروين حول الانتقاء الجنسي لدى الإناث. عبرت باربر عن تقديرها الكامل، وكان لديها الملاحظات لإثبات أن الإناث يخترن الذكور على أساس النمط الظاهري: التودد المبهرج والريش اللامع.
واصلت مسيرتها لتصبح أول عضوة في جمعية علم الطيور في فيينا، المجتمع الرئيسي لعلم الطيور في النمسا، وتُرجمت العديد من أبحاثها إلى الهنجارية.

## نشاطاتها الأخرى
في خمسينيات القرن التاسع عشر، ساعدت باربر شقيقها الأكبر، توماس هولدن بوكر، في جمع أول مجموعة من الأدوات المستخدمة في العصر الحجري في جنوب إفريقيا. وفي سبعينيات القرن التاسع عشر كتبت باربر مجموعة من المقالات حول اكتشاف الألماس والذهب في جنوب إفريقيا. كما بينت مشاهدًا من حقول الألماس في العديد من اللوحات.
ذهب زوجها فريد في زيارة إلى إنجلترا في عام 1879 ومن حينها أصبحت ماري غير مستقرة، كانت تقيم عند أخيها جيمس هينري في ديربان خلال الشتاء، وترافق أبنائها حول البلاد أثناء قيامهم بالزراعة أو التنقيب عن الذهب. في عام 1866 انضمت إلى الجموع التي انتقلت إلى ويتواترسراند، لكنها زارت جراهامزتاون أولًا وألفت بحثًا عن «الطيور آكلة الحشرات وعلاقتها بمحاصيل الفاكهة والخضروات» والذي ألقي أمام الجمعية الشرقية للأدب والعلوم في يوليو. احتوى على دعوة قوية للحفاظ على الطيور آكلة الحشرات، والتي وفرت سيطرة طبيعية على الحشرات التي أضرت بمحاصيل الفاكهة في المستعمرة. استُقبل البحث بشكل جيد ونُشر على شكل كتيب باسم «نداء من أجل الطيور آكلة الحشرات».
بدأت باربر بجمع النباتات مرة أخرى في ويتواترسراند واستأنفت مراسلاتها مع جوزيف هوكر. من بين العديد من أفراد عائلتها كانت ابنتها هايلي وصهرها ألكسندر بيلي مقيمين في جوهانسبرج. في إبريل عام 1889 ذهبت وأبناؤها إلى إنجلترا وعادوا مع زوجها في أكتوبر. استقرت وزوجها في جراهامزتاون حيث توفي في عام 1892. انتقلت ماري إلى ناتال ومكثت مع شقيقها في ديربان ومع ابنتها في بيترماريتسبورج. لعب ابنها فريدريك دورًا مهمًا في جمع مجموعة من قصائدها، شجرة الإريثرينا وغيرها من الآيات، التي نُشرت في إنجلترا. احتوت المقدمة على تكريم رائع من تريمين «كانت السيدة باربر تتميز دائمًا بأنها صاحبة الرقة والاعتماد على النفس وروح الدعابة والشجاعة اللطيفة، ولكن أكثر من كل ذلك مثابرتها الثابتة في السعي وراء أبحاث التاريخ الطبيعي».

## حياتها في وقت لاحق
عندما حصلت باربرعلى أموال تكفي لتمويل زيارة إلى أوروبا في عام 1889، أخذت جولة في الحدائق النباتية الملكية في كيو لأول مرة، وزارت أصدقاءها العلماء في جميع أنحاء أوروبا. توفيت في مالفيرن، مقاطعة ناتال، في عام 1899.
قبل وفاتها، قدمت مجموعتها من الأعشاب والفراشات والأبحاث والرسوم التوضيحية إلى متحف ألباني. وتصف رسومها النباتات والفراشات والطيور والعث والزواحف، بينما يوجد 15 رسمًا توضيحيًا آخر للنباتات في مكتبة كيو. نُشرت مجلتها «التجول في جنوب إفريقيا بحرًا وبرًا» في نشرة مكتبة جنوب إفريقيا الفصلية في 1962-1963. ومن المفارقات الساخرة أن اسمها أدرج في كتاب السيرة الذاتية «رجال العصر» (1905- 1906).